# Pokémon Battrio
Pokémon Battrio (ポケモンバトリオ Pokemon Batorio?) es un videojuego arcade que fue anunciado el 11 de abril de 2007 y salió a la venta el 21 de noviembre de 2007 en Japón. El videojuego requiere que los jugadores muevan ciertos tazos con Pokémon en un cuadrícula. El videojuego está hecho para multijugador de dos jugadores, donde los jugadores lucharán contra los demás Pokémon. Cada jugador puede utilizar hasta tres Pokémon. Es el título de Pokémon muy editado por primera vez para los arcades.
Este videojuego no fue lanzado a nivel internacional fuera de Japón. Debido a su popularidad se hizo una nueva versión llamada Battrio: V, que como su nombre dice, contiene Pokémon de la quinta generación.

## Jugabilidad
En Pokémon Battrio, hay un enfoque al equipo, no al Pokémon individualmente. Los jugadores tienen "barras de salud", en lugar de tenerlas los Pokémon. No tiene la posibilidad de capturar Pokémon en el juego. Sin embargo, no es como los demás videojuegos arcade, también es un juego de colección. Hay muchos tazos (necesarios para jugar) que se venden por separado de manera parecida al Trading Card Game. Estos tazos, cuando se colocan en la máquina arcade, se traducen en Pokémon al juego. Es un videojuego basado en turnos en que cada Pokémon cuenta con las estadísticas como ataque, defensa y velocidad de ataque. Esto permite que las batallas rara vez sean idénticas. Sin embargo, como sólo hay una cantidad finita de discos, son más parecidas que en los demás juegos.

## Sistema
Nuevas mecánicas se introducen a menudo para mantener el juego divertido, y como tal, el propio sistema se ha actualizado para dar paso a estos nuevos cambios, cambios nuevos para la interfaz. Las nuevas mecánicas son estas:
- Pokémon Battrio: La versión inicial que serviría para hacer pruebas para preparar otros juegos.
- Pokémon Battrio Plus (ポケモンバトリオプラス Pokémon Battrio +): Lo lanzaron a la venta el 25 de enero de 2008, junto con la expansión Mewtwo's Challenge. La actualización incluye pequeños cambios en el cálculo de daño y amplía el tipo de mesa para cubrir todos los 17 tipos.
- Pokémon Battrio Super (ポケモンバトリオスーパー Pokémon Battrio S): Lo lanzaron el 19 de julio de 2008, junto con la expansión Giratina Tremor. La actualización incluye una revisión importante en términos de cálculo de los daños, trae una serie de nuevas mecánicas para mejorar la experiencia de batalla, y también los nuevos modos de batalla para desafiar a los jugadores.
- Pokémon Battrio Zero (ポケモンバトリオゼロ Pokémon Battrio 0): Lo lanzaron el 19 de julio de 2009, junto con la expansión Arceus Advent. La actualización incluye un nuevo diseño de interfaz, una mayor interacción dentro de las batallas, y la mecánica del juego mejorada.
- Pokémon Battrio V (ポケモンバトリオブイ): Lo lanzaron el 14 de julio de 2011, junto con la expansión Black Thunder y White Fire, es la versión actual. La actualización introduce la quinta generación de Pokémon para Battrio y trae grandes cambios en términos de jugabilidad e interactividad, en el flujo de las batallas, y en la mecánica del duende malicioso, mientras que también la suspensión de varios mecanismos más.

## Gráficos
A primera vista, Battrio sólo parece similar al Pokémon Stadium y Pokémon Battle Revolution lanzado en el pasado en que se encuentra en un bonito diseño 3D. Sin embargo, existe una gran diferencia de que en primer lugar, tienes 3 Pokémon en el campo a la vez y puedes colocarlos en una variedad de posiciones basadas en la posición de los discos Battrio en la Máquina Arcade.

## Modos de juego
Además de los modos de batalla sencilla, hay una campaña para un jugador. Con un método de contraseña, tienes la capacidad de tener un seguimiento de tu progreso y se guarda (en el Battle Key que se vende por separado) todo, con lo que puedes continuar en cualquier momento. Con el uso de la moneda del juego que se gana en el juego, puedes comprar una variedad de artículos para ayudar a tus batallas.

## Packs de tazos
Hay 250 Pokémon disponibles en Battrio. Para conseguirlos existen 14 Packs de tazos más algunos otros promocionales:

### Battrio
- Dialga and Palkia Clash
- Darkrai Invasion
- Mewtwo's Challenge
- Mysterious Mew

### Battrio S
- Giratina Tremor
- Encounter with Shaymin
- Deoxys Assault
- Jirachi's Wish
- Best Selection

### Battrio 0
- Arceus Advent
- Ho-Oh and Lugia Soar
- Decisive Battle! Kyogre and Groudon
- Sky Tear Rayquaza
- Challenging the Legends
- Mewtwo Awakening

### Battrio V
- Black Thunder and White Fire

- Datos: Q1113998